# Cruseilles
Cruseilles est une commune française située dans le Genevois, administrativement dans le département de la Haute-Savoie en région Auvergne-Rhône-Alpes.

## Géographie
De fait de sa configuration géographique, Cruseilles est à la fois village de montagne et bourg de vallée. Au point de jonction des Bornes, de Genève et d'Annecy, ses chemins sillonnent les vastes collines dont la base est baignée par les Usses (450 mètres) et le sommet couronné par le mont Salève (1 352 mètres). Cruseilles est une cité de 5 058 habitants perchée à 783 mètres d'altitude. Le village se situe au pied du Salève, à 18 kilomètres d'Annecy et 25 kilomètres de Genève.
Il possède un quartier ancien, le Corbet, avec de vieilles maisons dont la plus typique, dite De Fésigny, possède une très belle façade en vieilles pierres. Où se trouve l'église.

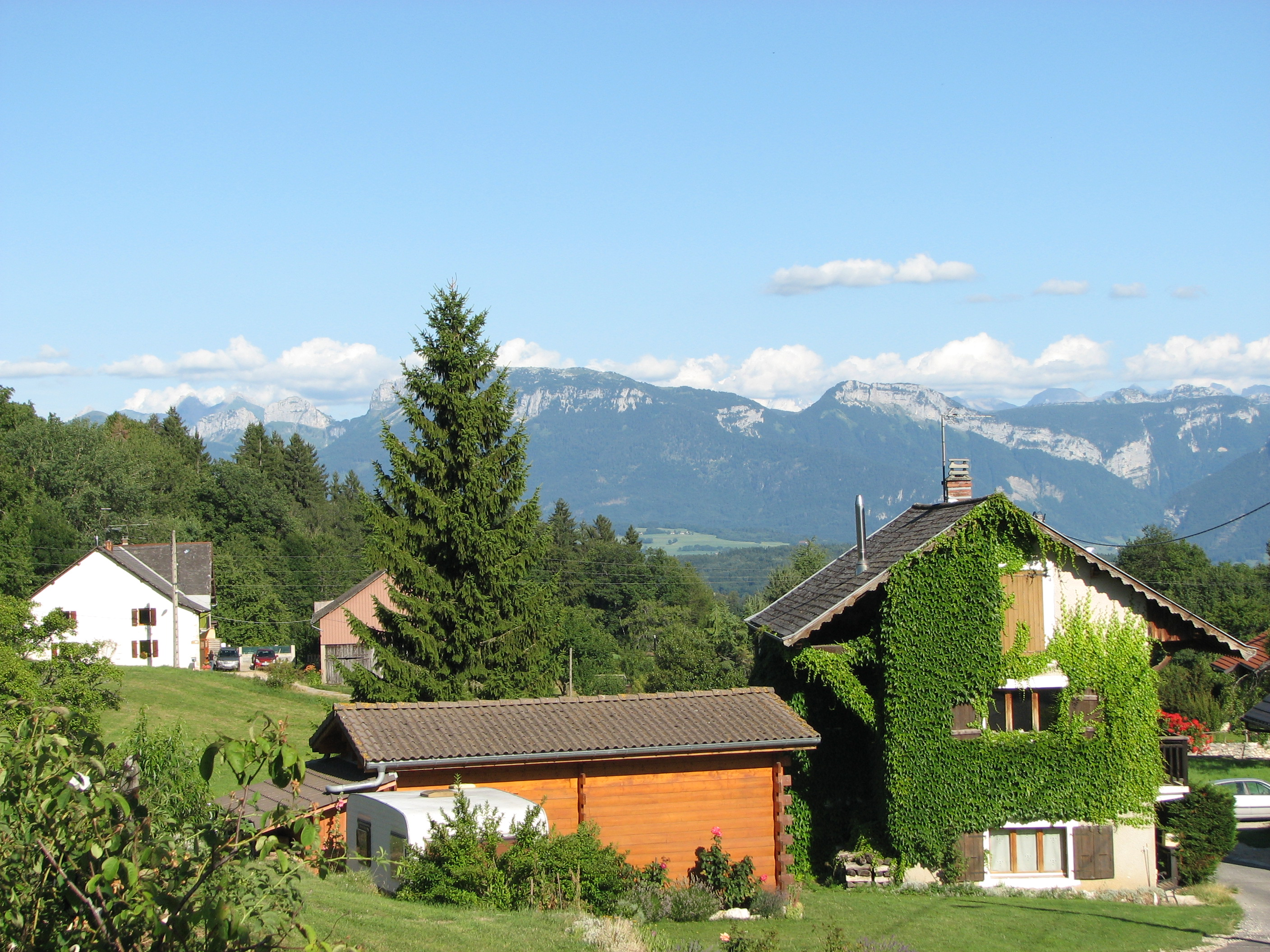
L'Abergement.

L'Abergement est un hameau de Cruseilles, situé sur le versant du Salève. Il y a aussi Chosal, Féchy, les Goths, Ronzier, le Noiret, et Deyrier.

## Urbanisme

### Typologie
Au 1er janvier 2024, Cruseilles est catégorisée bourg rural, selon la nouvelle grille communale de densité à sept niveaux définie par l'Insee en 2022.
Elle appartient à l'unité urbaine de Cruseilles, une unité urbaine monocommunale constituant une ville isolée,. Par ailleurs la commune fait partie de l'aire d'attraction de Genève - Annemasse (partie française), dont elle est une commune de la couronne,. Cette aire, qui regroupe 158 communes, est catégorisée dans les aires de 700 000 habitants ou plus (hors Paris),.

### Occupation des sols
L'occupation des sols de la commune, telle qu'elle ressort de la base de données européenne d’occupation biophysique des sols Corine Land Cover (CLC), est marquée par l'importance des territoires agricoles (46,8 % en 2018), en diminution par rapport à 1990 (54,5 %). La répartition détaillée en 2018 est la suivante : 
forêts (35,7 %), prairies (25,4 %), zones agricoles hétérogènes (18,2 %), zones urbanisées (7,8 %), zones industrielles ou commerciales et réseaux de communication (4,8 %), espaces verts artificialisés, non agricoles (3,3 %), terres arables (3,2 %), milieux à végétation arbustive et/ou herbacée (1,6 %).
L'IGN met par ailleurs à disposition un outil en ligne permettant de comparer l’évolution dans le temps de l’occupation des sols de la commune (ou de territoires à des échelles différentes). Plusieurs époques sont accessibles sous forme de cartes ou photos aériennes : la carte de Cassini (XVIIIe siècle), la carte d'état-major (1820-1866) et la période actuelle (1950 à aujourd'hui).

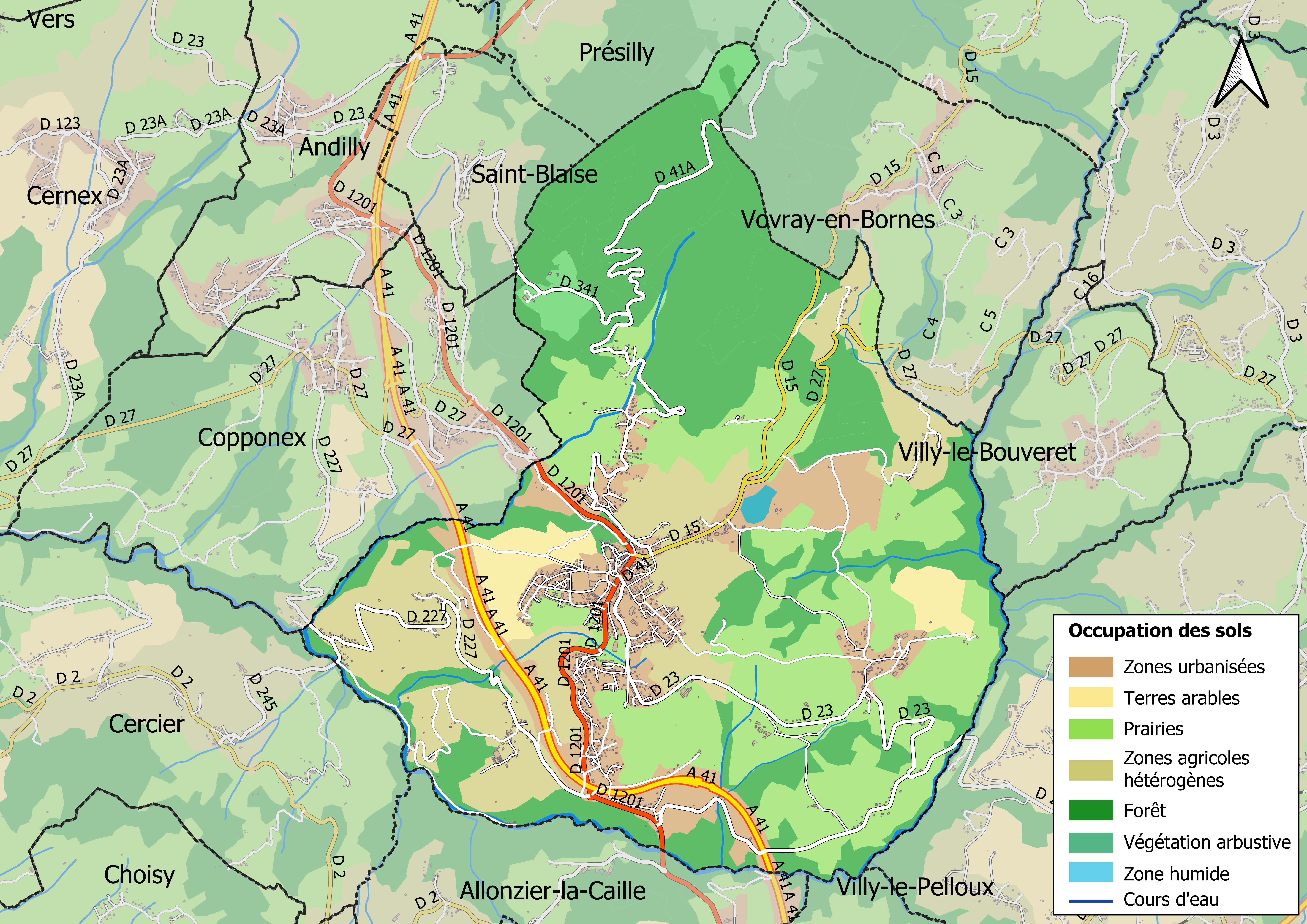
Carte des infrastructures et de l'occupation des sols en 2018 (CLC) de la commune.
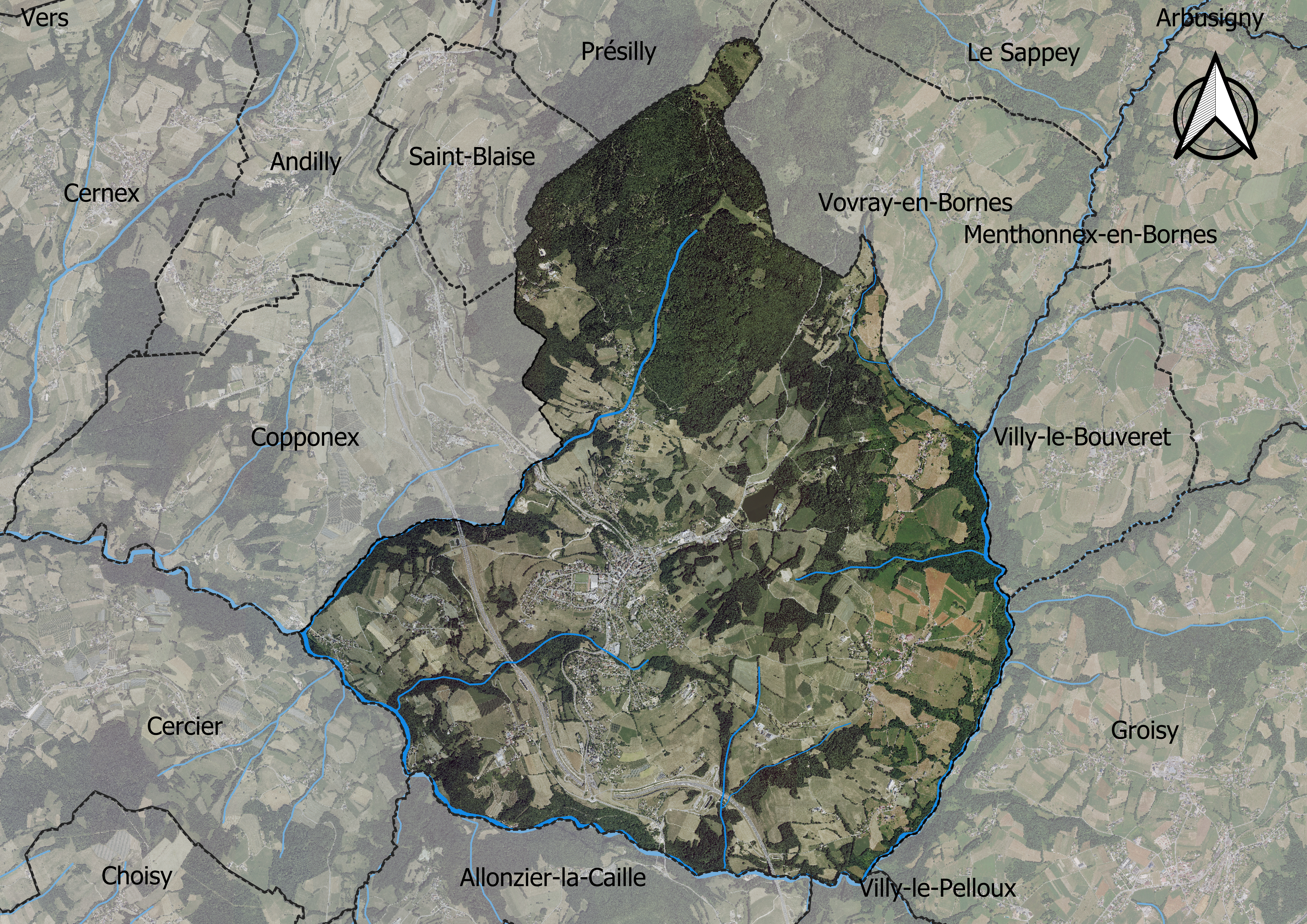
Carte orthophotogrammétrique de la commune.

## Toponymie
Le nom de la localité est mentionné sous les formes Crusilla au XIIe siècle, Crusilli en 1179, Crusilia en 1188, Crusillia en 1282, Crusillia vers 1344, Crusilly et Crusillie jusqu'à la Révolution Française.
Ernest Nègre considère que le nom est constitué de crui (« croix »), latin crucem, et du suffixe diminutif -eille, au pluriel (ancien français : crusille), et désignant une « petite croix »,.
En francoprovençal, le nom de la commune s'écrit Korzlyè (graphie de Conflans) ou Croueselyes (ORB).

## Histoire
La présence de l'homme, dans la région, est attestée avec la découverte d'outils dans les grottes du Salève.
L'actuel territoire de Cruseilles connut par la suite les différentes invasions qui sévirent dans toutes les Alpes : les Allobroges vers le Ve siècle av. J.-C., les Romains au IIe siècle av. J.-C., les Burgondes en 443, les Goths en 534, les Francs en 536 et de nouveau les Burgondes en 888. Quelques traces de la présence successive de ces différents peuples ont été retrouvées dans la commune : des sites religieux élevés par les Allobroges, des pièces de monnaie romaines, des tombes burgondes recelant des ceinturons et des bijoux, ainsi que des noms de lieux, tels que les Goths qui rappelle la présence de ce peuple près de l’actuel pont de la Caille.
L'histoire de la seigneurie de Cruseilles est liée à l'histoire du comté de Genève.
Les premières franchises de Cruseilles sont signées le 7 mai 1282 par Gui de Genève, évêque de Langres, seigneur de Cruseilles, et aux côtés de son frère Robert, évêque de Genève, et de leur petit-neveu, le comte Amédée II,. Elles ont pour principe « tout homme qui vient, qui est ou qui demeure dans la ville de Cruseilles et qui y a fait une libre résidence, est franc. En conséquence, il peut donner et vendre à qui bon lui semble tout ce qu’il a acquis et pourra acquérir ».
En 1801, Cruseilles est attaché au canton de Saint-Julien.
Par le traité de Turin signé le 24 mars 1860, la Savoie est cédée à la France. La population est appelée aux urnes, les Cruseilliens plébiscitent leur « rattachement » à la France (465 inscrits, votants 455, 1 bulletin non et 454 bulletins oui). Le 20 décembre 1860 le canton de Cruseilles est formé.

## Politique et administration

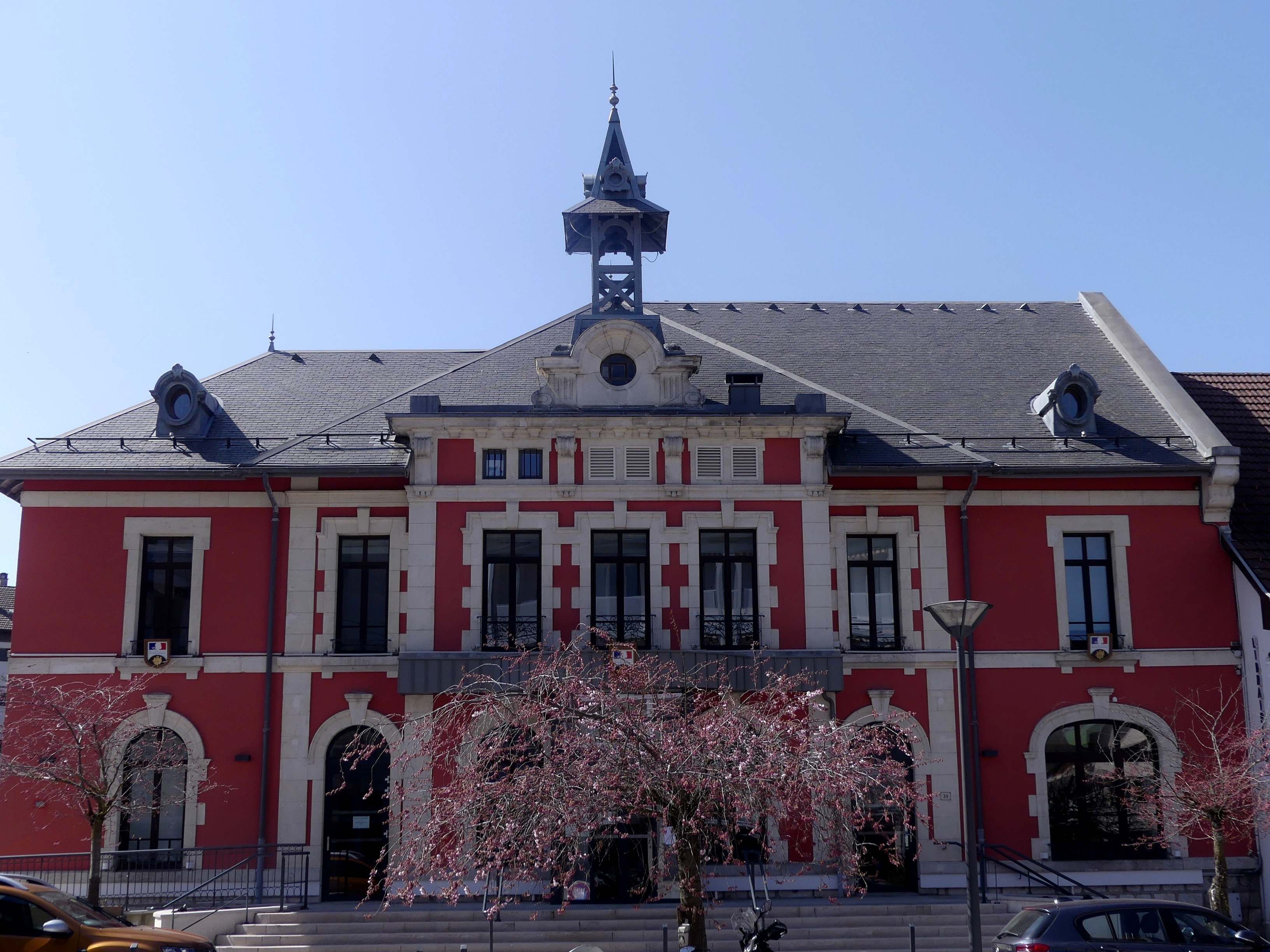
Mairie de Cruseilles.

### Situation administrative
La commune de Cruseilles appartient, depuis 2015, au canton de La Roche-sur-Foron, qui compte selon le redécoupage cantonal de 2014 27 communes. Elle était auparavant le chef-lieu du canton de Cruseilles, créé en 1860 et qui reprenait en partie le canton créé en 1793 lorsque le duché de Savoie avait été annexé par la France révolutionnaire.
La commune est membre, avec douze autres, de la communauté de communes du Pays de Cruseilles.

### Liste des maires
| Période                                  | Période                       | Identité                     | Étiquette      | Qualité |
| ---------------------------------------- | ----------------------------- | ---------------------------- | -------------- | --- |
| 1860                                     | 1867                          | François Bouchet (1826-1885) | Républicain    | Docteur-médecin Conseiller général du canton de Cruseilles (1871 → 1883) |
| Les données manquantes sont à compléter. |                               |                              |                | |
| 1920                                     | 1944                          | Joseph Pinget (1883-1952)    | Républicain    | Notaire Conseiller général du canton de Cruseilles (1937 → 1940) Croix de guerre 1914-1918 |
| Les données manquantes sont à compléter. |                               |                              |                | |
| 1945                                     | 1952 (décès)                  | Joseph Pinget (1883-1952)    | DVD            | Notaire Conseiller général du canton de Cruseilles (1945 → 1952) Chevalier de la Légion d'honneur (1952) |
| 2 avril 1953                             | 30 mars 1965                  | Joseph Revillard (1914-1988) |                | Entrepreneur |
| 30 mars 1965                             | juin 1995                     | Bernard Pellarin             | RI puis UDF-PR | Cadre Sénateur de la Haute-Savoie (1977 → 1995) Conseiller régional de Rhône-Alpes (1973 → 1986) Conseiller général du canton de Cruseilles (1970 → 2001) Président du conseil général de la Haute-Savoie (1979 → 1998) |
| Les données manquantes sont à compléter. |                               |                              |                | |
| mars 2001                                | mars 2008                     | Maurice Fraudeau (1941-2008) | DVD            | |
| mars 2008                                | mars 2014                     | Christian Bunz (1960- )      | DVG            | Fonctionnaire |
| mars 2014                                | 3 juillet 2020                | Daniel Bouchet (1953- )      | DVD            | Retraité de la fonction publique 1er vice-président de la CC du Pays de Cruseilles (2014 → 2020) |
| 3 juillet 2020                           | En cours (au 19 janvier 2021) | Sylvie Mermillod, (1973- )   | DVD            | Agricultrice, ancienne adjointe 1re vice-présidente de la CC du Pays de Cruseilles (2020 → ) |
| Les données manquantes sont à compléter. |                               |                              |                | |

### Politique de développement durable
La commune de Cruseilles a engagé une politique de développement durable en lançant une démarche d'Agenda 21. L'agenda 21 local de Cruseilles a été reconnu au titre de la stratégie nationale de développement durable par le ministre Jean-Louis Borloo.

## Population et société

### Démographie
Les habitants de la commune sont appelés les Cruseilliens ou Cruseilloises.
L'évolution du nombre d'habitants est connue à travers les recensements de la population effectués dans la commune depuis 1793. Pour les communes de moins de 10 000 habitants, une enquête de recensement portant sur toute la population est réalisée tous les cinq ans, les populations de référence des années intermédiaires étant quant à elles estimées par interpolation ou extrapolation. Pour la commune, le premier recensement exhaustif entrant dans le cadre du nouveau dispositif a été réalisé en 2008.

En 2022, la commune comptait 5 058 habitants, en évolution de +15,88 % par rapport à 2016 (Haute-Savoie : +6,01 %, France hors Mayotte : +2,11 %).
| 1793  | 1800  | 1806  | 1822  | 1838  | 1848  | 1858  | 1861  | 1866  |
| ----- | ----- | ----- | ----- | ----- | ----- | ----- | ----- | ----- |
| 1 119 | 1 326 | 1 355 | 1 409 | 1 792 | 1 881 | 1 777 | 1 961 | 1 953 |

| 1872  | 1876  | 1881  | 1886  | 1891  | 1896  | 1901  | 1906  | 1911  |
| ----- | ----- | ----- | ----- | ----- | ----- | ----- | ----- | ----- |
| 1 819 | 1 912 | 1 944 | 1 948 | 1 889 | 1 812 | 1 707 | 1 679 | 1 721 |

| 1921  | 1926  | 1931  | 1936  | 1946  | 1954  | 1962  | 1968  | 1975  |
| ----- | ----- | ----- | ----- | ----- | ----- | ----- | ----- | ----- |
| 1 520 | 1 572 | 1 553 | 1 556 | 1 571 | 1 517 | 1 539 | 1 610 | 1 837 |

| 1982  | 1990  | 1999  | 2006  | 2008  | 2013  | 2018  | 2022  | - |
| ----- | ----- | ----- | ----- | ----- | ----- | ----- | ----- | - |
| 2 300 | 2 716 | 3 186 | 3 572 | 3 657 | 4 228 | 4 496 | 5 058 | - |

### Sports
Une rumeur affirme que le saut à l'élastique aurait été créé à Cruseilles dans les années 1970, bien que cela n'ait pas été vérifié.

## Économie

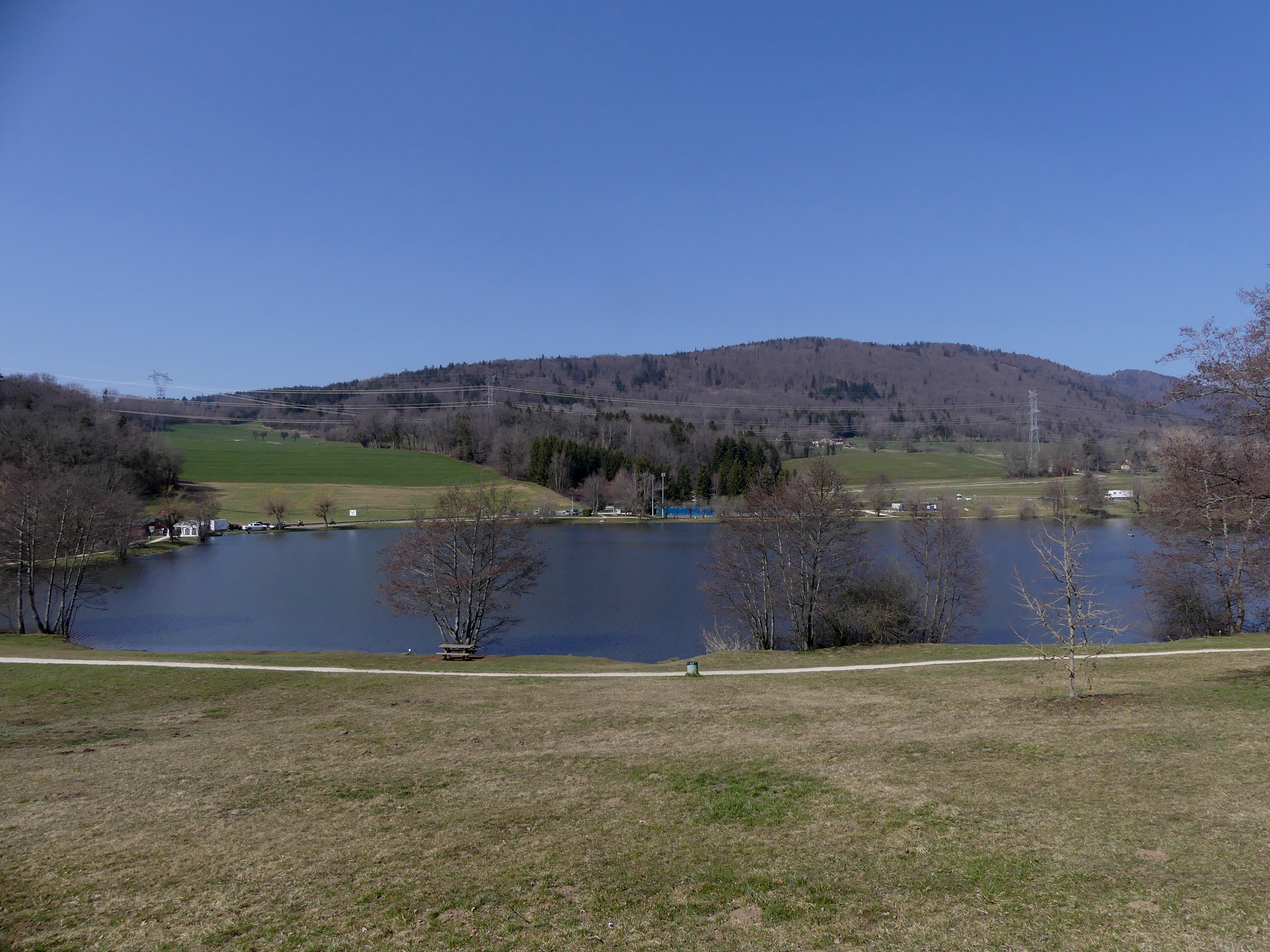
Le lac des Dronières au printemps.

Cruseilles possède un parc de loisirs, « les Dronières » avec parc à biches, divers parcours sportifs dont un accrobranche, un lac artificiel, un hotel restaurant et un centre nautique avec plusieurs bassins. Il a été créé en 1968 par trois associés: Roger Socco (entrepreneur en BTP d'Annecy), Jean-Paul Sellès (PDG de Fixauto S.A à Cruseilles) et Claude Laffargue (Architecte à Annecy). Le parc a compris pendant plusieurs années une piste de karting l'été, devenant une patinoire l'hiver, un centre hippique et même un téléski pendant quelques hivers. Plus tard, trois courts de tennis furent aussi construits au bord du lac artificiel.

## Culture locale et patrimoine

### Lieux et monuments
- L'Église Saint-Maurice[24] ;

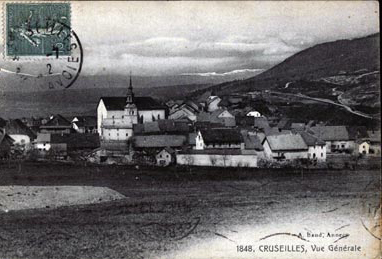
Vue d'ensemble de Cruseilles.

- Le Château de Cruseilles (ruines, XIIIe siècle) ;
- La Maison dite de Fésigny ;
- La Maison forte de Pontverre ;
- La Roseraie de la Chouette.

Créé en 2004, ce jardin paysager privé de 2 000 m2 est dédié aux rosiers. Il invite à une promenade romantique : une  profusion de roses anciennes, en harmonie avec les clématites, borde les allées serpentines agrémentées de pergolas et portiques, jusqu’à la petite mare cachée parmi les vivaces, arbustes à fleurs et rosiers. La chouette de pierre, qui donne son nom au jardin, et ses amis métalliques jalonnent le parcours en apportant une note minérale à l’ensemble.

#### Le pont de la Caille

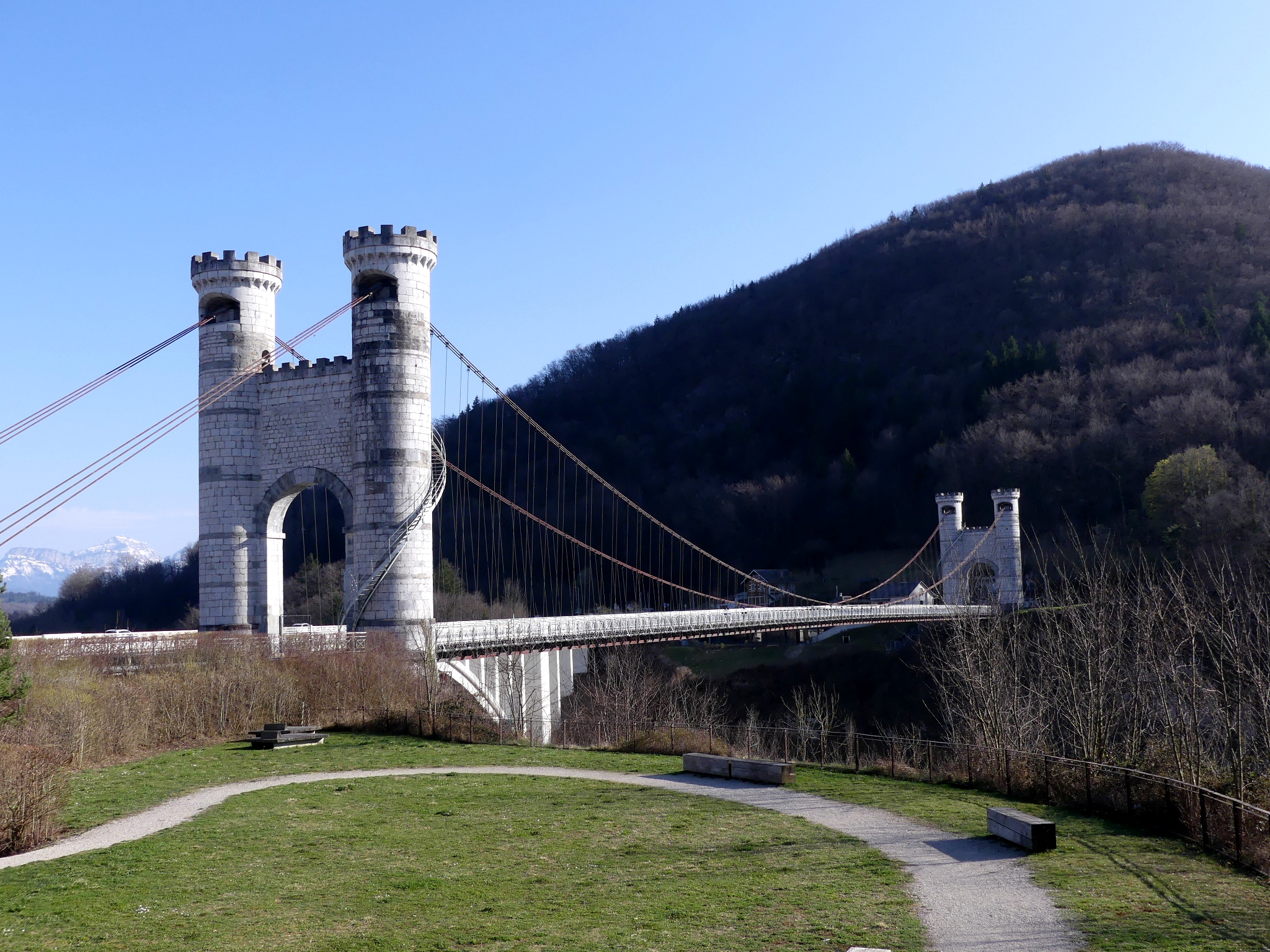
Pont suspendu de la Caille.

Depuis l’antiquité, plusieurs ponts de pierre furent construits. Ils assuraient le passage de la voie romaine reliant Genève et l’Italie par le col du Petit Saint Bernard.
La route traversait Allonzier, obliquait au hameau « chez Poraz », descendait vers les Usses et remontait au hameau du Noiret.
Le premier pont daterait de –25 avant Jésus Christ et aurait été situé au confluent du Nant de Bougy. Sur la rive droite, avait été installée une léproserie avec une chapelle dédiée à sainte Marguerite, léproserie qui fut détruite en 1665.
Le deuxième pont, situé à 130 mètres du pont romain fut construit en 1780 par ordre du roi de Sardaigne, Victor Amédée III. C’était un bel édifice constitué de deux murs parallèles remplis de cailloux, très élevés pour diminuer la pente en direction de Cruseilles. Mais, peu solide, il s’écroula en 1818.
Le troisième pont remplaça le précédent. C’était un simple pont de bois construit provisoirement à 100 mètres en amont. Le pont Charles-Albert fut édifié avec une rapidité étonnante : les travaux commencés le 10 mars 1838 par les entreprises Blanc d’Annecy, Bonnardet de Lyon et Bertin de Paris furent terminés en 1839 (soit en 1 an et 4 mois). Selon la coutume, diverses pièces d’or et d’argent furent noyées dans la maçonnerie lors de la pose de la première pierre. Avant l’arrivée de l’hiver, les quatre tours étaient terminées et les câbles porteurs mis en place. Au total, 24 câbles, réunis en 3 groupes de 4 sur chaque côté du pont. Chacun de ces câbles était constitué de 154 fils de fer parallèles, ligaturés ensemble tous les 20 cm.
Au sommet des tours, ils reposaient sur des rouleaux. Sur les deux rives, ils s’accrochaient à d’autres câbles qui descendaient s’amarrer sous terre dans des chambres d’ancrage. Puis on fixa aux câbles porteurs 266 câbles de suspente, 133 de chaque côté, pour supporter des poutrelles en bois de mélèze, sur lesquelles reposait la chaussée, faite d’un platelage en bois de peuplier.
L’inauguration officielle eut lieu le 11 juillet 1839 devant 10 000 personnes. Le 7 octobre, le roi Charles Albert venait en personne inaugurer l’ouvrage qui devait pérenniser son nom.
La seule note discordante fut le péage, qui était perçu dans deux petits pavillons d’architecture néo-classique, bâtis sur les ancrages des câbles, côté Cruseilles, et dans une maisonnette perpendiculaire au pont côté Allonzier. Très vite, la société concessionnaire se plaignit au gouvernement que la population locale déployait toutes sortes de ruses pour échapper au péage. Le manque à gagner était d’autant plus sensible pour la société du Pont de la Caille que tous les services de l’État étaient exemptés de péage…
En 1861, des réparations sont nécessaires à la suite d’un violent orage et 8 ans plus tard, on cesse de percevoir un péage pour l’utilisation du pont. Après le rattachement de la Savoie à la France, l’État racheta ce péage qui fut supprimé en 1869. Ce même rattachement fit des Usses la frontière de la grande zone franche avec Genève.
Le pont de la Caille devint alors un poste de douane et les habitants de Cruseilles et d’Allonzier s’adonnèrent à une active contrebande. La douane resta au pont jusqu’en 1923 quand l’étendue de la zone fut réduite à ses dimensions actuelles.

#### Salève
- Parc à daims ;
- Château de Beccon (maison forte).

##### Château des Avenières
46° 03′ 26″ N, 6° 05′ 57″ E

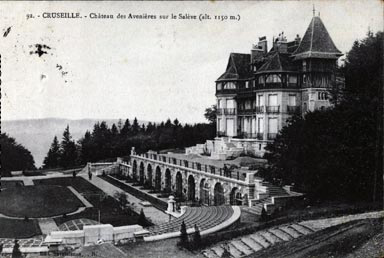
Château des Avenières.

C'est à une Américaine, Mary Wallace Schillito, que l'on doit le château des Avenières. Alors qu'elle se trouve en vacances à Genève, en 1904, elle part en excursion avec une amie, Marcelle Sénard, sur le Salève. Elle découvre l'actuel emplacement du château, où s'offre à son regard le panorama des Alpes, du Mont Blanc et du lac d'Annecy. Elle projette dès lors d'y faire construire une demeure. En 1905, la mort de son père, magnat des chemins de fer américains, la laisse unique héritière d'une grande fortune. Les travaux du château débutent alors pour s'achever en 1907. Les trente-cinq pièces du château accueillent de grandes réceptions, où Mary va d'ailleurs rencontrer un ingénieur indien Assan Farid Dina, qui devient son mari en 1914. Il est né en 1871 à l'île Maurice, d'un père pakistanais et d'une mère française, morte prématurément à Ceylan.

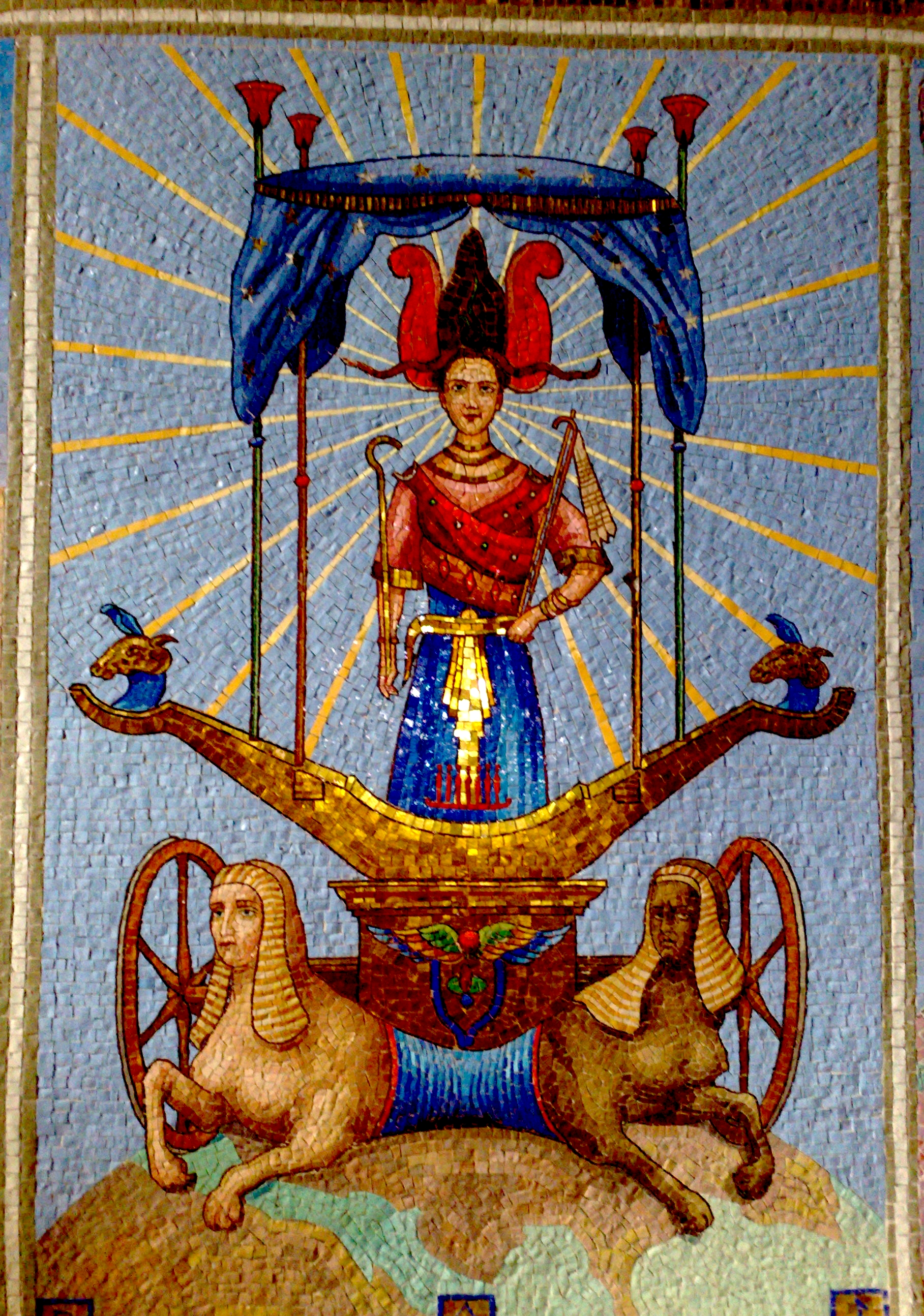
Mosaïque de la chapelle du château, représentant la carte du « Chariot » des Tarots divinatoires.

Dina, en 1917, complète la construction du château par la réalisation d'une centrale électrique et la captation d'une source, dont les châtelains font également profiter les habitants des environs. Passionné d'ésotérisme et d'astronomie, il envisage la construction d'un observatoire sur le Salève et fait construire une route menant au sommet. Il adjoint une chapelle au château, dont les murs portent l'inscription « L'Univers est un œuf, l'œuf est un Univers » et sont couverts de mosaïques représentant les cartes du Tarot d'après Oswald Wirth. Le château devient le lieu de rencontre de la bonne société parisienne, qui vient y débattre de philosophie, égyptologie et ésotérisme. En 1928, Assan Farid Dina fait un malaise et meurt en traversant le canal de Suez sur une goélette anglaise qui l'emmenait à Ceylan, où il avait le projet de se recueillir sur la tombe de sa mère. Mary Dina, devenue veuve, épouse en 1930 un pianiste belge : Ernest Britt. Le couple mène grand train et Britt dilapide la presque totalité de la fortune de Mary qui divorce en 1936 et vend le château avant de s'installer en Suisse.
Une société devient alors propriétaire du château qui abrite tour à tour plusieurs locataires, une congrégation religieuse polonaise de 1938 à 1939, puis, pendant la Seconde Guerre mondiale, dès 1942, le Secours Suisse aux Enfants de la Guerre y accueille de jeunes malades. C'est ensuite le fameux collège de Juilly qui l'achète et s'y installe de 1948 à 1970. Parmi les élèves du collège, alors, on peut citer Claude Brasseur, Jean-Jacques Debout ou encore Philippe Noiret.
En 1970, c'est un négociant en vins d'Annemasse qui devient propriétaire du château, qui, à sa mort en 1978, est acheté par un architecte suisse Pascal Häusermann. Depuis 1994, c'est une société qui est propriétaire du château et l'exploite sous forme d'un hôtel-restaurant renommé. En 1996, Phil Collins s'y installe pendant quelques mois pour enregistrer Dance into the Light. La même année, José Giovanni y tourne Crime à l'altimètre. Puis en 2004, c'est Pascal Thomas qui y réalise les premières images de Mon petit doigt m'a dit....
Le château des Avenières est maintenant recensé par le guide Condé Nast Johansens.

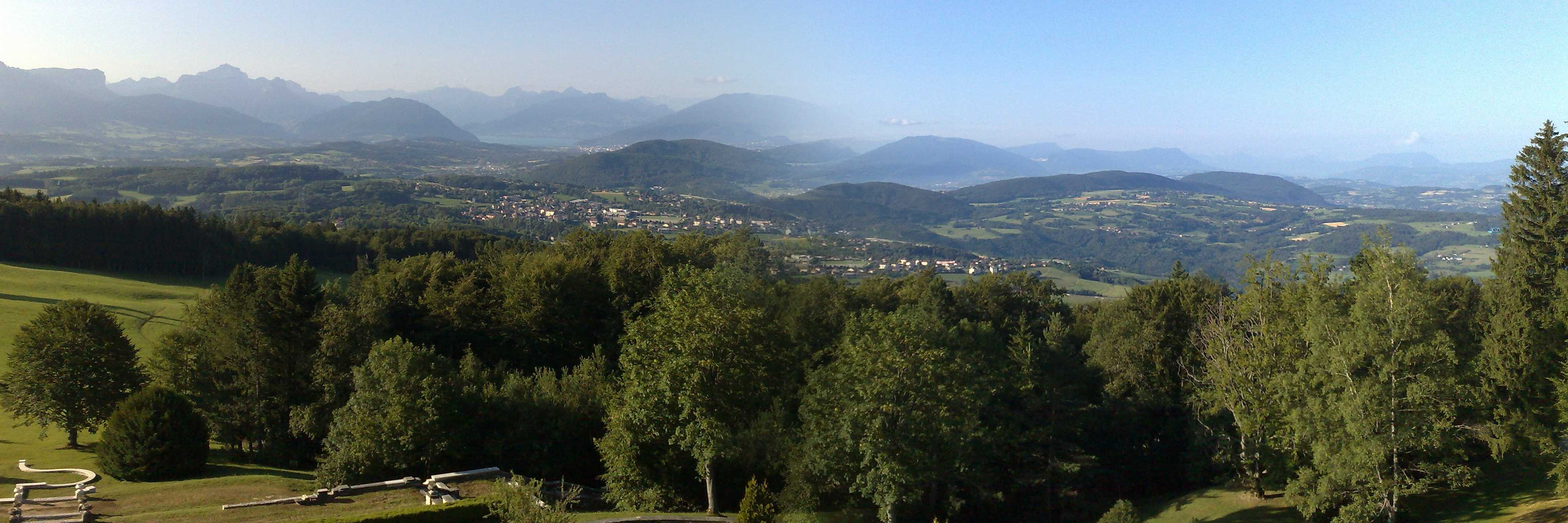
Panorama sur les Alpes, le lac d'Annecy et Cruseilles depuis le château des Avenières.

#### Bains de la Caille
Les bains de la Caille sont un ancien établissement thermal établi en fond de vallée des Usses, alimenté par deux sources sulfureuses situées sur l'autre rive.

### Personnalités liées à la commune
- Cathérin Le Doux (Catharinus Dulcis ou Caterine Dolce), né 1540 à Cruseilles, mort le 6 juin 1626 à Marbourg. Philologue et professeur universitaire calviniste[31].
- Lachat Hippolyte (1829-1901), géologue né à Cruseilles. Précurseur de la stratigraphie alpine, spécialiste du Houiller et du Permien métamorphique. Il est élu le 30 juillet 1885 à l'Académie des sciences, belles-lettres et arts de Savoie, avec pour titre académique Effectif (titulaire)[32].
- Louis Armand, ingénieur français né à Cruseilles le 17 janvier 1905.
- André Dussollier, acteur français, né à Annecy, il passe son enfance à Cruseilles.
- Bernard Pellarin, maire de Cruseilles et président du conseil général de la Haute-Savoie.

### Héraldique
| Armes de Cruseilles | Les armes de Cruseilles se blasonnent ainsi : De gueules à une coquille d'or surmontée de cinq étoiles du mème rangées en fasce voutée. Devise "SEMPER PROSPERA" - Toujours prospère. Selon certaines sources, la Coquille Saint Jacques représente l'emblème des pèlerins de Saint-Jacques de Compostelle, les cinq étoiles sont le symbole de la croisée des cinq routes qui relient : la Savoie via Annecy, la France via Frangy, la Suisse via Genève, le Chablais via Annemasse direction Vovray en Bornes, le Faucigny via la Roche sur Foron, carrefour de nombreuses routes permettant de rejoindre les routes principales du pèlerinage de Saint-Jacques-de-Compostelle. |

Au XVIIe siècle, les armes du mandement de Cruseilles se blasonnaient ainsi : Une coquille d’argent sur gueules.